# 唐中宗
唐中宗李顯（656年11月26日—710年7月3日），原名李哲，是唐朝的第四和第六任皇帝，两次在位：第一次在位时间为684年1月3日－684年2月26日，第二次在位时间为705年2月23日－710年7月3日，兩次在位合共五年半。
唐中宗公元710年病逝，终年55岁，谥号大和大圣大昭孝皇帝（初谥孝和皇帝），葬于定陵。中宗的祖父（唐太宗）、父親（唐高宗）、母親（武則天）、弟弟（唐睿宗）、儿子（唐殇帝）和侄子（唐玄宗）皆為皇帝，這在中國史上極為少見。

## 生平
李显是唐高宗和武则天的儿子，为唐高宗第七子，武则天第三子。显庆元年（656年）十一月乙丑，生于长安。號為佛光王。一开始他被封为周王。次年（657年）十二月任洛州牧。龙朔元年（661年）十月以洛州牧、上柱国任使持节都督并汾箕岚等四州军事并州刺史。
娶祖姑母常樂公主的女儿赵氏为王妃。但赵氏为武则天所不喜，最终在675年幽禁于内侍省而死。仪凤元年（676年）三月，为使持节洮河道行军元帅，领左卫大将军刘审礼等十二总管，同时弟相王李轮为凉州道行军元帅，领契苾何力等军，讨伐吐蕃。此时李轮为并州大都督，可见李显已不在任。此次出征李显、李轮都没有亲行。次年（677年）二月，以洛州牧、益州大都督兼太子左卫率、使持节洮河道行军元帅、蔡州镇抚、上柱国为左卫大将军。同年徙封英王，改名李哲。永隆元年（680年），兄長李賢的太子地位被废黜，李显繼立為太子。同年，他的庶长子李重福出生。而后，选韦玄贞女韦氏为太子妃。
高宗去世后，李显于弘道元年十二月初五日（683年12月28日）继位。繼位後，李显打算建立一支自己的力量與母親抗衡，他的主要支持人是他的妻子韋氏外戚。他打算將國丈（韋后之父）韋玄貞提拔為侍中，遭到武后親信裴炎的反對。李顯怒下說：「朕即使把天下都給韋玄貞，又有何不可？還在乎一個侍中嗎？」於是，武后便以此為理由，將其貶為「廬陵王」，软禁在均州（今湖北丹江口市均州镇）和房州（今湖北十堰市房县）。嗣聖元年（684年），武后廢李顯，改立李旦為帝。
698年，武则天将李显重新立为太子。701年李显的嫡长子李重润、女儿永泰公主因得罪武则天男宠张易之、张昌宗兄弟被赐死。705年2月22日，宰相張柬之、侍郎崔玄暐、左羽林將軍敬仲曄、右羽林將軍桓彥範、司刑少卿袁恕己等五人以禁軍發動兵變，史稱神龙政变，武则天被軍隊包圍，被迫下詔禪位給李显。2月23日，李显復辟，同年3月3日，復國號為唐。
中宗对与他患难与共的韋后非常信任，与她同参朝政，将她已過世的父亲追封王爵，她的女儿安乐公主也得参政，获大权。安乐公主希望李显能将她立为皇太女，以继帝位，韦后这时也对他越来越不看在眼中了，希望學武則天般當皇帝。韦后认为李显庶长子李重福告密导致了李重润和永泰公主的死，对李显进谗，使得李重福被外放不得回京，而庶三子李重俊被立为太子。
707年，太子李重俊被安樂公主迫害，於是發動景龍之變，率兵攻殺武三思、武崇訓父子於其門第，又攻玄武門，欲殺韋皇后與安樂公主等人。不幸被守城的衛兵攔阻，李显見狀呼喊，以重賞要求士兵歸順。於是軍官王歡喜倒戈，斬殺李多祚等於樓下，餘黨潰散。李重俊逃亡途中，被左右殺死。
710年中宗病逝，終年55岁，諡號大和大聖大昭孝皇帝（初諡孝和皇帝）。死後不久，韦后降下懿旨，立年仅16岁的李重茂为帝，是為唐殤帝，不久就被李旦之子李隆基與太平公主發動兵變推翻，唐睿宗李旦复辟，史稱唐隆政变。
因大臣们认为韦后有罪被剥夺皇室身份不再适合与中宗合葬，李旦复登皇位后，追谥被李显追封为皇后的赵氏为和思皇后，因不知道她的墓地，就举行了招魂祔葬之礼，将皇后翟衣葬于陵所。

## 死因爭議
按照两《唐书》和《资治通鉴》记载，唐中宗李顯是被毒死的。按说，韋后的两个情人杨均和马秦客害怕和皇后私通的事情败露，且韋后想当皇帝，安乐公主又想当皇太女，几方势力都觉得中宗碍手碍脚。景龙四年（710年）六月，韦皇后和安乐公主假手杨均、马秦客，在唐中宗最喜欢吃的馅饼里放入毒药，将他毒杀。为了增强说法合理性，《资治通鉴》在景龙四年五月，也就是唐中宗去世的前一个月特意加上一笔：“五月丁卯，许州司兵参军偃师燕钦融复上言：‘皇后淫乱，干预国政，宗族强盛；安乐公主、武延秀、宗楚客图危宗社’。”
唐中宗的死因还有以下几种可能。李唐家族有心脑血管遗传病史，唐高祖、唐太宗、长孙皇后、唐高宗统统患有“气疾”、“风疾”，这在古代都指心脑血管类疾病，因此李唐王朝的皇帝们都不长寿，李显五十五岁死亡尚属正常。李显事先没有表现不適而暴卒，也符合部分心脑血管疾病发病急、死亡率高的特點。

## 中宗被废前因后果
唐中宗被母后武则天所废，原因是多方面，对后世的影响也颇大，直接导致李唐王朝一度中断和武周王朝的建立，是武则天发动武周革命的先奏。
中宗继位后，由于为先皇守丧，政事暂时取决于母后武则天，但丧期过後，母后仍无意还政，他不甘心受制於人，便提拔妻子韋皇后的娘家人试图向母后挑战，任人唯亲，更说出“让天下”的气话，却成为母后废他的把柄。
武则天的政治野心也是重要因素。武则天自成为高宗皇后後，就逐步掌握大唐朝廷最高权力，高宗遗嘱里虽说：“军国大事有不决者，取天后处分。”但没有说让武后临朝称制，行使君权，武后临朝称制乃是擅自而为。她无意还政，图谋自立为女皇帝，不愿意中宗成为自己称帝道路上的绊脚石，所以要废黜他，让睿宗来当傀儡皇帝。

### 裴炎助武后废中宗的原因
裴炎心术不正，曾经排挤多位名臣（如裴行儉），被人猜测他有政治野心，甚至想取李唐皇室而代之，他助武后临朝称制（见弘道大事记）后，又助武后废中宗，但终于被武后视为眼中钉而被杀（见光宅大事记），死后没多少人同情他，或认为他活该；但也有人认为他对唐室忠心不二；还有人认为他只是贪图权位的普通政客，并非想要篡权。因此，他助武后废中宗也有三种不同看法：
1. 有篡位野心，废中宗是行动的一步，之后全面控制朝廷，效法魏晋南北朝以来的权臣（如曹操、司马懿、刘裕、高欢、宇文泰等），立傀儡皇帝，最后取而代之。
2. 对大唐无二心，参与废中宗是因为不想让大唐的天下落入外戚（指韦后一族）手中。
3. 贪恋权位的政治人物，参与废中宗是为防止宰相权力受到削弱[9]，或者是希望自己支持的睿宗能够当上皇帝，权势更加巩固[10]。

### 武后废中宗成功的原因
- 掌控军队力量：太后掌控羽林军[11]，政变当天羽林军参与是政变成功的军事基础，即获得武将的支持。
- 宰相集团相助：政变时裴炎是中书令、宰相之首，宰相中人也多是裴炎门下或是武后心腹，有他们相助，便获得文官的支持。
- 突袭成功：太后发动政变当天是农历的双日，按理不上朝[12]。太后在双日上朝出乎中宗的意料之外，使他不及准备，政变时只能束手就擒。

### 武后废中宗后的影响
- 武后发动废中宗的政变是继李世民发动玄武门之变后大唐历史上第二次成功的政变，只是玄武门之变流血很多，而太后兵不血刃，发动的是一次极成功的不流血政变。
- 武后废黜中宗后，立其弟李旦當傀儡皇帝，从此正式临朝称制，掌握了绝对的君权，在位二十二年，史称“则天朝”或“则天时代”的正式开始，为她成为千古第一女皇铺平道路。
- 武后废黜中宗也遭来一部分人的不服，其中以徐敬业反应最强烈，他于该年（仍然是684年，但已再改元为光宅）九月在扬州发动反对太后的兵变，号称“匡复”，复称“嗣圣元年”，但旋即被镇压。

## 逸事
中宗喜好飲食，曾在复位之后参加大臣举办的烧尾宴（唐代人为庆祝升官进爵而举办的特殊宴会），大臣们为了讨好皇帝争相为其进献美食。景龙二年（708年），从兵部尚书升任尚书左仆射的官员韦巨源负责举办烧尾宴宴请中宗，在准备宴会的过程中著下一本《燒尾宴食單》，记载了招待皇帝的宴会上的各种山珍海味，成为今日研究唐朝餐宴文化的重要参考文献。景龙四年（710年）又加封当时的尚食高氏为蓨国夫人。

## 評價
李顯是自商朝太甲後除了曾短暂被废的晋惠帝以外的第一位兩朝天子，第一個復辟的「皇帝」，但他昏庸無能，親小人遠賢臣，受制母妻女，無法控制宗室、權臣與皇后間的爭鬥。然而武功方面，他派张仁愿修建三受降城，巩固了河套，嫁金城公主给吐蕃赞普尺带珠丹，在巩固边疆有一定贡献。

## 家庭

### 后妃
- 趙皇后
- 韦皇后
- 郑贵妃，秘书监郑普思之女[14][15]
- 楊貴妃，原為良娣，神龍二年冊封為貴妃[16]。
- 淑妃，原為良娣，神龍二年冊封為淑妃[16]。
- 德妃，神龍二年冊封為德妃[16]。
- 陳昭儀，原為良媛，神龍二年冊封為昭儀[16]。
- 昭容上官婉兒
- 閻充儀，原為良媛，神龍二年冊封為充儀[16]。
- 陸充容，原為良媛，神龍二年冊封為充容[16]。
- 崔修儀，神龍二年冊封為修儀[16]。
- 才人崔普慈，新都公主之母。
- 姓不详，李重福之母。李显为太子时，生李重福。
- 姓不详，李重俊之母。
- 姓不详，李重茂之母。李隆基兵变杀死韋皇后，宫人、宦官请求中书舍人刘幽求草诏立太后（可见李重茂母仍在人世），刘幽求意图复辟睿宗，拒绝。

### 子女
- 谯王李重福
- 懿德太子李重润
- 節愍太子李重俊
- 李重茂
- 新都公主，长女，嫁武延晖
- 宜城公主，次女，先封为义安郡主，嫁裴巽
- 定安公主，先封为新宁郡主，嫁王同皎，又嫁韦濯，又嫁崔铣
- 長寧公主，母韦皇后，嫁杨慎交，又嫁苏彦伯
- 永壽公主，母韦皇后，嫁韦鐬
- 李季姜，先封为新平公主，嫁韦捷
- 李仙蕙（名仙蕙，字穠輝，母韦皇后，嫁武延基
- 李裹儿，母韦皇后，嫁武崇训，又嫁武延秀

## 影視作品
- 沈骏：1939年中國電影：《武则天》
- 戈伟家：1985年台灣中视電視劇：《一代女皇武则天》
- 李滔：1986年台灣中视電視劇：《一代公主》
- 關禮傑：1986年香港無線電視電視劇：《薛剛反唐》
- 赵汝平：1993年中國中央电视台電視劇：《唐明皇》
- 周世谊：1995年中國中央电视台電視劇：《武则天》
- 姬晨牧：1998年中國凤凰卫视電視劇：《上官婉儿》、2001年中國騰訊電視劇：《护国良相狄仁杰之京都疑云》
- 毛坤：1999年香港亚洲电视電視劇：《镜花缘传奇》
- 郭冬临：2000年中國中央电视台電視劇：《大明宫词》
- 郭德信：2003年香港無線電視電視劇：《天子尋龍》
- 王心圣：2004年中國中视传媒股份有限公司電視劇：《神探狄仁杰1、2》
- 陆诗雨：2006年中國广州俏佳人音像制品公司電視劇：《无字碑歌》
- 曹永廉：2009年香港無線電視電視劇：《盛世仁杰》
- 金城：2009年中國纪录片：《大明宫》
- 王昊：2011年中國湖南衛視電視劇：《武则天秘史》
- 謝祖武：2013年中國湖南衛視電視劇：《唐宮燕》
- 寧文彤：2014年中國湖南衛視電視劇：《武媚娘傳奇》
- 卜冠之：2014年中國湖南衛視電視劇：《美人制造》
- 趙文瑄：2015年中國電視劇：《隋唐英雄5》